# Bayi Shuiku, Panshan
Bayi Shuiku (kinesiska: 八一水库) är en reservoar i Kina. Den ligger i provinsen Liaoning, i den nordöstra delen av landet, omkring 110 kilometer sydväst om provinshuvudstaden Shenyang. Bayi Shuiku ligger 3 meter över havet. Arean är 6,1 kvadratkilometer. Trakten runt Bayi Shuiku består till största delen av jordbruksmark. Den sträcker sig 3,1 kilometer i nord-sydlig riktning, och 2,9 kilometer i öst-västlig riktning.
Genomsnittlig årsnederbörd är 796 millimeter. Den regnigaste månaden är juli, med i genomsnitt 188 mm nederbörd, och den torraste är januari, med 9 mm nederbörd.